# Facets (Jim Croce)
| Recensione | Giudizio |
| ---------- | -------- |
| AllMusic   | [ 1 ]    |

Facets è il primo album discografico del cantautore statunitense Jim Croce, pubblicato dall'etichetta discografica a nome Croce nel 1966.

## Tracce
Lato A
1. Steel Rail Blues – 2:17 (Gordon Lightfoot)
2. Coal Tattoo – 2:17 (Billy Edd Wheeler)
3. Texas Rodeo – 1:44 (Jim Croce)
4. Charley Green – 2:26 (Tradizionale; arrangiamento di Jim Croce)
5. Gunga Din – 4:05 (Jim Croce)

Lato B
1. Hard Hearted Hannah – 1:58 (Jack Yellen, Milton Ager, Charles Bates)
2. Sun Come Up – 2:06 (Jim Croce, Richard Croce)
3. The Blizzard – 2:53 (Harlan Howard)
4. Running Maggie – 1:52 (Tradizionale; arrangiamento di Karl Fehrenbach)
5. Until It's Time for Me to Go – 3:06 (Buffy St. Marie)
6. Big Fat Woman – 1:58 (Tradizionale; arrangiamento di Eric Von Schmidt)

Edizione doppio CD del 2004, pubblicato dalla Shout! Factory (D2K 34724)
CD 1
1. Steel Rail Blues – 2:17 (Gordon Lightfoot)
2. Coal Tattoo – 2:17 (Billy Edd Wheeler)
3. Texas Rodeo – 1:44 (Jim Croce)
4. Charley Green, Play That Slide Trombone – 2:26 (Tradizionale; arrangiamento di Jim Croce)
5. The Ballad of Gunga Din – 4:05 (Rudyard Kipling (testo), Jim Croce (musica))
6. Hard Hearted Hannah (The Vamp from Savannah) – 1:58 (Jack Yellen, Milton Ager, Charles Bates; arrangiamento di Jim Croce)
7. Sun Come Up – 2:06 (Jim Croce, Richard Croce)
8. The Blizzard – 2:53 (Harlan Howard)
9. Running Maggie – 1:52 (Tradizionale; arrangiamento di Karl Fehrenbach)
10. Until It's Time for Me to Go – 3:06 (Buffy St. Marie)
11. Big Fat Woman – 1:58 (Tradizionale; arrangiamento di Eric Von Schmidt)

CD 2
1. Child of Midnight – 2:50 (Jim Croce, Ingrid Croce)
2. It's All Over, Mary Ann – 2:34 (Jim Croce, Ingrid Croce)
3. Railroads and Riverboats – 3:13 (Jim Croce, Ingrid Croce)
4. Hard Times Be Over – 1:51 (Jim Croce, Ingrid Croce)
5. Railroad Song – 2:55 (Jim Croce)
6. Maybe Tomorrow – 2:29 (Jim Croce)
7. Pa (Song for a Grandfather) – 1:51 (Jim Croce, Ingrid Croce)

## Musicisti
- Jim Croce - voce, chitarra
- Karl Fehrenbach - chitarra, banjo
- Mike DiBenedetto - tastiere
- Ken Cavender - basso
- Richard Croce - percussioni

Child of Midnight / It's All Over, Mary Ann / Railroads and Riverboats / Hard Times Be Over / Railroad Song / Maybe Tomorrow / Pa (Song for a Grandfather)
- Jim Croce - voce, chitarra
- Ingrid Croce - voce, chitarra

Note aggiuntive
- Joe Salviuolo - produttore